# El món virtual educatiu
Entenem el Mon Virtual Educatiu com aquell espai tecnològic, creat amb una finalitat educativa, on es comparteixen, es debateixen i es construeixen coneixements i experiències de manera interactiva i col·laborativa. Aquest espai multiusuari genera processos d’aprenentatge enriquidors sense deixar de potenciar les habilitats socials (Ávila, 2017).
El Mon Virtual Educatiu simula un entorn real al qual l’alumnat accedeix mitjançant les TIC (Martínez, 2011). Aquest alumnat participa en activitats que inclouen el debat, la reflexió i el descobriment guiat de coneixements, sempre treballant de manera interactiva per tal de despertar la motivació (Jerónimo, Andrade y Robles, 2011).
Per tant, es fonamenta en un model d'aprenentatge constructivista, és a dir, un model que afirma que s'assoleix un aprenentatge significatiu quan el propi individu construeix el coneixement interactuant en un medi social (Franco y Malavé, 2019). Es tracta, aleshores, d’una gran ferramenta educativa que requereix una exhaustiva planificació del procés d’ensenyament/aprenentatge, per tal que l’alumnat assoleixi un coneixement transferible a la vida real.
Els participants d’aquest Mon Virtual Educatiu són:
- El docent facilitador: qui té el rol de facilitador/guia de l’aprenentatge, creador de contingut adaptat a les necessitats de l’aula, creador d’una atmosfera de col·laboració i avaluador constructiu (Rizo, 2020).[5]
- L’alumnat: qui té el rol d’organitzador i gestor del seu propi temps i treball, de desenvolupador del propi anàlisi crític i reflexiu, de comunicador interactiu i de guia del seu propi aprenentatge autònom (Rizo, 2020).[5]

## Etimologia
El terme compost “Mon Educatiu Virtual” s'analitza de la següent manera, seguint el Diccionari Català-Valencià-Balear (Alcover i Moll, 1930-1962):
- Mon: prové del substantiu masculí llatí “mundus, mundi” i fa referència al mon, l’univers.
- Educatiu: prové del substantiu femení llatí “educatio, educationis” que significa educació, o bé, del verb llatí “educare” que significa educar.
- Virtual: prové del llatí “virtus, virtutis”, que significa ”virtut". Entre els significats de "virtut" trobem: allò aparent, no real. D'aquesta última definició neix el concepte "virtual", lligat a la tecnologia, que significa aquella realitat simulada construïda mitjançant formats digitals.

## Història
Anant als inicis dels termes “mon virtual / virtualitat”, es pot dir que al principi del món de les TIC, els serveis que poden considerar-se més propers a les comunicacions i la interacció dels usuaris foren els Xats, correu electrònic, foros de discussió, ….
En un món virtual, que en el moment del seu despertar no tenia més que les pantalles de caràcter i els teclats per interaccionar amb els usuaris, la virtualitat quedava relegada a aquests tipus de serveis. Aquests serveis segueixen molt vigents avui en dia compartint espai amb entorns molt més sofisticats com els entorns virtuals d’aprenentatge (EVA) (Ignite, 2020) i tot tipus d’experiències de connectivitat com eines de videoconferència, webinars o de virtualitat més “literal” a través d’un avatar o d’unes ulleres de realitat virtual per interactuar de forma conjunta sobre una molécula tridimensional en un exercici de química orgànica. Allò virtual no s'oposa a allò actual, sinó que són dos maneres diferents de ser (Méndez, 2013).
Es poden considerar aquests serveis més primigenis en la seva essencialitat/simplicitat com la llavor inicial que ha donat pas al que ara ha “esclatat” en quan a l’ús durant la realitat post-pandèmia en el món de la formació al núvol.
Entre els inicis d’Internet a 1969, l’aparició del primer ordinador personal Apple II per part de Apple al 1977 i seguidament IBM PC al 1981 que va popularitzar la informàtica durant els primers anys de la decàda dels 90, encara no va suposar un gran avenç en els mons virtuals que coneixem avui dia. Haurien pogut revolucionar el món de la tecnologia si haguèssin fet aliança.(Vazquez, 2021) El pas realment seriós als entorns virtuals d’aprenentatge es va donar a finals dels 90’ creant campus virtuals a les universitats com per exemple la UOC. (Pernau, 2021)
Els avenços des del canvi de segle fins a l’actualitat han estat continus i li han donat a la formació tot el tècnicament necessari per fer el salt definitiu al món virtual. Involucrar-se en la formació és aprendre. (Alonso, 2009)
La millora de la velocitat en les connexions a internet i una millor capacitat de còmput dels equips, permeten fer una classe amb eines de videoconferencia altament col·laboratives i compartir continguts, material, lliurament d’activitats amb entorn EVA cada cop més complets i sofisticats.
En els temps de les connexions amb MÒDEMs i línies analògiques difícilment es podia fer res més que enviar mails o missatges de text en un foro. Avui dia el 5G (2020) i la fibra òptica residencial poden fer arribar a pràcticament qualsevol lloc la interactivitat d’unes ulleres de realitat virtual o d’una clase que fan el docent i alumnes a través de la seva càmera. El 5G permet la interacció entre milers d'usuaris a gran velocitat. (Varona & Vicente, 2019) Quelcom impensable fa tan sols 10 anys, al nivell que la pandèmia va avocar fa tot just un any i que possiblement ha fet que la masa crítica que aquests darrers anys es va anar generant, esclatés en popularització i ús.

## Objectius
Els mons virtuals educatius tenen els mateixos objectius que les altres ferramentes i eines educatives típiques de l'educació presencial però afegint algunes millores i diferències pel que fa l'experiència educativa específica (Ayala Pezzutti, i cols, 2020).
Entre altres, Els mons virtuals educatius tenen com objectiu principal:
- Participar de manera simultània i a temps real en un entorn o espai virtual comú.
- Fomentar les interaccions socials centrades en l’alumnat. La individualitat dins de cada grup passa a ser el protagonista del procés.
- Fomentar l’autonomia de l’alumnat .
- Ajustar el procés d’a-e a les necessitats, interessos i gustos de l’alumnat.
- Facilitar les tasques d’aprenentatge.
- Facilitar l’accés.
- Facilitar la interacció entre l'equip docent i alumnat.
- Permetre l’adaptabilitat individual el més eficaç i eficient possible.
- Motivar a la participació.
- Garantir un aprenentatge significatiu.
- Utilitzar la gran varietat de recursos que ens ofereixen les diferents plataformes d’informació.
- Acostar l’alumnat al mon de les tecnologies més enllà del que estan acostumats i les TIC.
- Mostrar alternatives d’aprenentatge.
- Crear contingut digital per compartir coneixements i aprenentatges

## Valor
Quines són les qualitats que fan que els mons virtuals educatius es mereixen ser apreciats i considerats com una ferramenta vàlida? Quin és l’abast del significat i la importància dels mons virtuals educatius?.
La cibercultura que predomina entre la joventut i l’alumnat de totes les etapes educatives, marca un camí més cap a la renovació i transformació de l'educació, a més, “la possibilitat de disposar, col·lectivament, d'un espai en el qual compartir i posar de manifest opinions, coneixements o experiències ha fet reaparèixer, encara que en versió digital, la “intel·ligència col·lectiva d'Emile Durkheim” Ávila, (2020).Açò marca el camí que està prenent el procés d’e-a i les tendències educatives del segle XXI. A més, la participació en el procés educatiu de tota la comunitat educativa genera processos d’aprenentatge molt més enriquidors que fomenten, entre altres coses, les habilitats socials.
Per altre costat, es considera que els entorns virtual educatius són una de les ferramentes educatives amb més projecció i potencial, ja que plantegen un present i un futur ple de possibilitats. Aulaplaneta parla de com evolucionaran cap una major flexibilitat gràcies a la major difusió i us dels estàndards de programació. Seran més personalitzables, permetran aplicacions i ferramentes externes, aprofundiran en la integració amb les analítiques d’aprenentatge i podran vincular-se amb xarxes socials, MOOC’s i, en general, amb altres aspectes vinculats amb l'educació oberta.
Aquestes ferramentes, permeten que cada usuari pugui construir un ambient on navega a traves d’una figura 3D o avatar personalitzat que actua com a “alter ego” de l’usuari en l'entorn virtual. A més, la interacció en els mons multiusuari fa que l’aprenentatge sigui més complet al poder compartir experiències i al tindre un guia que proporcioni feedback constant i actualitzat, Ríos, Sibaos (2018).
Podem observar, a més, multitud de situacions que fomenten els entorns virtuals educatius que el doten de valor i significat, com per exemple: la participació en situacions derivades de contextos quotidians que doten de transferència a l’aprenentatge, la resolució de problemes a través de la creació de coneixement, aprenentatge cooperatiu i interdisciplinari, el coneixement immediat de resultats, creació d’una comunitat contribuint a l’assoliment de totes les competències, etc.
Per totes aquestes qualitats de la ferrament, l’alumnat es troba en un paper molt diferent al que es trobaria en l'educació tradicional o presencial. Entre altres coses l’alumne/a ha de mantindré el control de moltes variables com l’avatar, els camins, les decisions a prendre. Per tant, l’autonomia serà un valor específic d’aquesta ferramenta.
A més, es considera de vital importància que l’alumnat es formi en la tecnologia que penetra en l'esfera laboral modificant, eliminant i creant llocs de treball Aguado, Sandra (2019),  Els mons virtuals educatius són molt diversos i podem trobar-ne infinitat d’ells, a més sempre estan creant-se de nous. Açò implica que l’alumnat ha d’estar preparat per al futur; el 65% dels estudiants de primària treballarà dins de 10 a 15 anys en professions que encara ni existeixen El Pais (12/MAR/2017).
Els mons virtual educatius també “permeten avançar en el procés de d’autoconeixement, consciencia i autoconcepte, sent crítics i reflexius, així com educar en valors com la tolerància. Angel i cols. (2015).
En conjunt, d’evidències i opinions apunta cap al gran potencial que te el mon virtual educatiu que fa a l’alumnat el protagonista del seu propi procés educatiu i sincronitzant-lo en el mon que el rodeja, objectiu de totes les metodologies actives basades en les competències.

### Altres punts a favor
- Sortir i conèixer llocs d’arreu del mon, de manera virtual, sense sortir del centre, casa o els entorns pròxims .
- Visitar altres temps de l’història a través de recreacions i històries virtuals.
- Imaginació, creativitat, reflexió aprenentatge significatiu i crític.
- Motivació per participar en propostes originals, canviants i modificables aplicable a qualsevol matèria i nivell educatiu.

## Vegeu més
A l’hora de dissenyar els recursos dintre d’un Món Virtual Educatiu, cal tindre en compte els objectius que es volen aconseguir, ja que han de reunir les característiques adequades per a la consecució d’un fi.

### Eines
Algunes de les principals eines que s'utilitzen per a la creació d’aquests espais virtuals són:
- Plataformes virtuals educatives (Viñas, 2017):[19] poden ser de codi obert o tancat. Són programes que engloben diferents eines destinades a fins docents. Faciliten la creació d’entorns virtuals per a impartir qualsevol tipus de formació. Per a complir la seva funció cal que continga les següents eines:
  - LMS (Learning Management System): lloc de trobament de tots els usuaris en la plataforma en el que es presenten els cursos i es fa el seguiment de l’alumnat. Un dels més utilitzats actualment és el Google Classroom (Cañellas, 2021).[20]
  - LCMS (Learning Content Management System): permet la gestió i publicació de continguts (Cañellas, 2021).[20]
  - Eines de comunicació: afavoreixen la participació en espais dedicats al treball en comú i l’intercanvi d’informació. Ex: fòrums, xats, correu electrònic...
  - Eines d’administració: per a gestionar les inscripcions dels usuaris, permisos d’accés a la plataforma...

Algunes de les plataformes de codi obert més utilitzades són (Bendezú, 2018): Moodle, Claroline, Chamilo, ATutor…
- Software BDE: permet la creació de carpetes i directoris per a publicar qualsevol tipus d’informació (documents, imatges...), creació de sites, blogs… Pot connectar-se a plataformes educatives per a tenir accés a les seues funcions (Rodas, Zavala y Mera, 2020).[22]

### Recursos
A més dels recursos que contenen les eines que s'utilitzen en aquests espais, cal destacar els Recursos Educatius Oberts (REA). El terme va ser adoptat en 2002 per la UNESCO i, més tard, definit a la seva pàgina web oficial com "recursos para la enseñanza, el aprendizaje y la investigación, que residen en el dominio público o han sido publicadas bajo una licencia de propiedad intelectual que permite que su uso sea libre para otras personas. Incluyen: cursos completos, materiales para cursos, módulos, libros de texto, pruebas, videos, software y cualquier otra herramienta, materiales o técnicas utilizadas para apoyar el acceso al conocimiento”. La declaració de Paris de 2012 sobre les REA especifica les seves possibilitats i competències.
Altres recursos externs necessaris per a navegar pels mons virtuals (Camacho y Gradié, 2021):
- Bona connexió a internet.
- Generadors gràfics potents per a la correcta visualització dels continguts.
- Memòria RAM suficient per a executar ràpidament les possibilitats que ofereix el món virtual.

### Exemples
- Open Cobalt Metaverse Project:[27] és un projecte que ofereix espais de treball en 3D fent ús de hipervincles. En ell és basa Edusim, un projecte educatiu que permet treballar molts conceptes educatius a través de pissarra digital.
- Minecraft Education Edition: un món virtual format per cubs que permet treballar el contingut curricular de gran part de matèries i desenvolupar competències transversals, facilitant al professor la possibilitat de crear diferents escenaris on treballar en grup per a resoldre problemes o crear projectes.
- WoWinSchool:[27] és una plataforma creada a partir del joc de World of Warcraft on cada alumne tria al seu avatar i anirà superant proves i reptes proposats per el professor en diferents nivells.
- Simschool:[27] és una aula virtual on poder adquirir experiència com a docent i interactuar amb els alumnes i reflexionar sobre la metodologia i estratègies utilitzada, adaptant els coneixements a les necessitats del alumnat.
- Second Life:[28] és un metavers on es permet crear ambients d'aprenentatge molt ampli a través de la creació de escenaris concrets on simular accions que són difícils d’explicar teòricament. Ofrece un chat de texto y voz.
- Finalment, cal parlar de SLOODLE[29] (Ambient d’Aprenentatge Dinàmic Orientat als Objectes Enllaçat amb la Simulació): és un paquet de recursos tecnològics que integra entorns virtuals com Second Life i Moodle per a la teleformació de l'estudiantat, ja que està format i estructurat en codi obert o open source, que permet juntar les funcions de recursos eductius de un LMS que és un Sistema de Gestió d’Aprenentatges amb la interacció d’un Entorn Virtual Multiusuari, oferint activitats d’aprenentatge amb diferents objectes i eines. (Balseca, 2016)[29]